# Public Square
Public Square est une place située à Cleveland, dans l'Ohio.
Elle occupe aujourd'hui encore une position privilégiée, au centre du Central Business District. On y trouve l'église Old Stone Church, ainsi que les trois plus hauts gratte-ciel de la ville : Key Tower, BP Tower et Terminal Tower. C'est sur cette place que se font les grands rassemblements politiques et l'orchestre de Cleveland y donne tous les ans un concert pour le Fourth of July.

## Histoire
Elle est dessinée dès 1796 pour former le cœur de la ville.
En 1986, elle est le théâtre d'une tentative de record du monde de lâcher de ballons : Balloonfest '86.
Dans les années 2010, la place est redessinée par l'urbaniste James Corner. Les travaux durent entre le 9 mars 2015 et le 30 juin 2016 pour un coût de 50 millions de dollars.